# Escarpe
Para la pieza de la armadura, ver Escarpe (armadura)

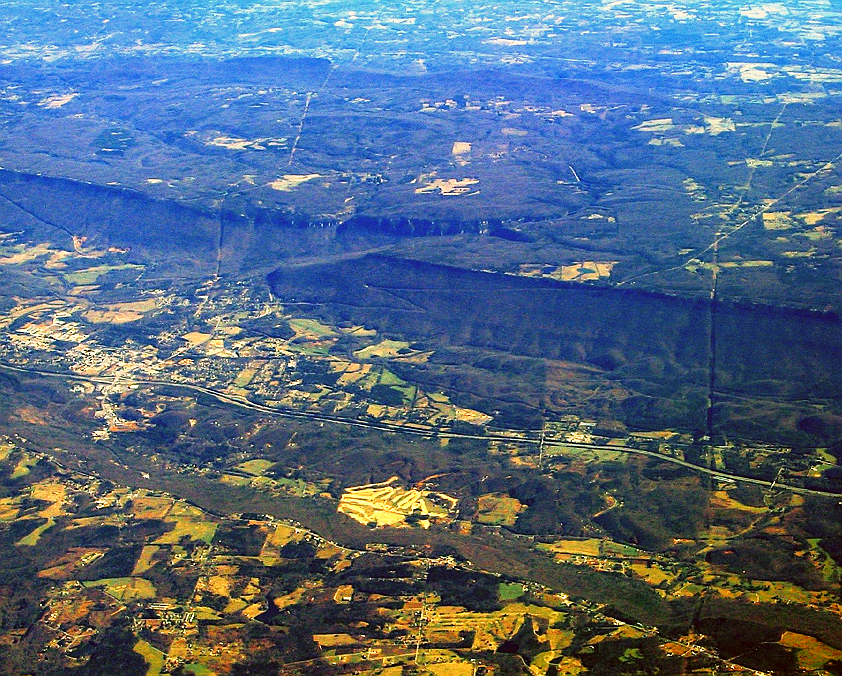
Escarpe de una cuesta, cortado por una falla.

El escarpe o escarpadura es una vertiente de roca que corta el terreno abruptamente. Se suele distinguir de laderas de derrubio adyacentes por poseer una pendiente mayor a 35°. Según algunos la pendiente de un escarpe es mayor a 45°, aunque sea solamente una parte de la vertiente.[cita requerida] A veces adopta la forma de una cornisa, que corona una vertiente en una extensión más o menos larga, aunque conservando una altitud sensiblemente constante. Varias cornisas pueden sobreponerse paralelamente separadas por la pendiente menos abrupta de los depósitos de derrubios. La pared es un escarpe próximo a la vertical y bastante liso.
Escarpe, de modo general, se refiere a cualquier tipo de salto que interrumpe la continuidad de un paisaje. Sin embargo, el concepto específico hace referencia a los escarpes de falla, que corresponden a los saltos o pendientes visibles en las fracturas recientes de la corteza terrestre. Es una forma de relieve inicial, presente tan solo en los primeros estadios del proceso erosivo que siguen al movimiento cortical, porque desaparece en cuanto la erosión hace mella en él o se convierte en una nueva forma de escarpe, el de línea de falla. En este tipo de escarpe se dan las transformaciones más interesantes desde el punto de vista geológico. Se originan cuando los materiales que forman los labios de la falla son diversos y uno de los labios es menos resistente a la erosión que el otro. Esto da lugar a nuevas tipologías, como son los escarpes de línea de falla obsecuentes o resecuentes.